# Klášter Agios Nektarios Kryoneriou

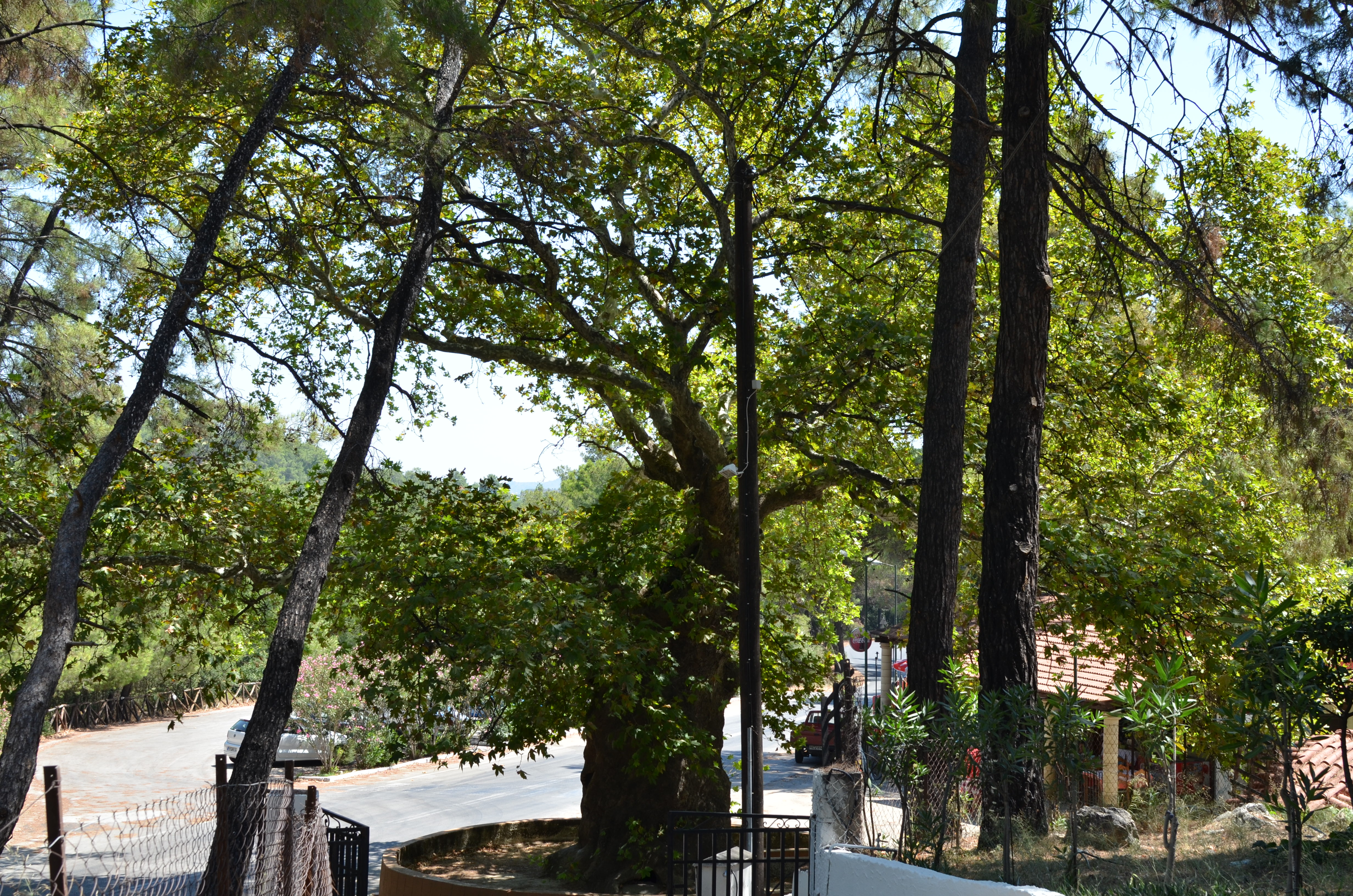
Památný platan stojící u silnice pod klášterem, při výjezdu do Archipolis. Přes ulici v pozadí odpočívadlo, vpravo za stromy taverna.

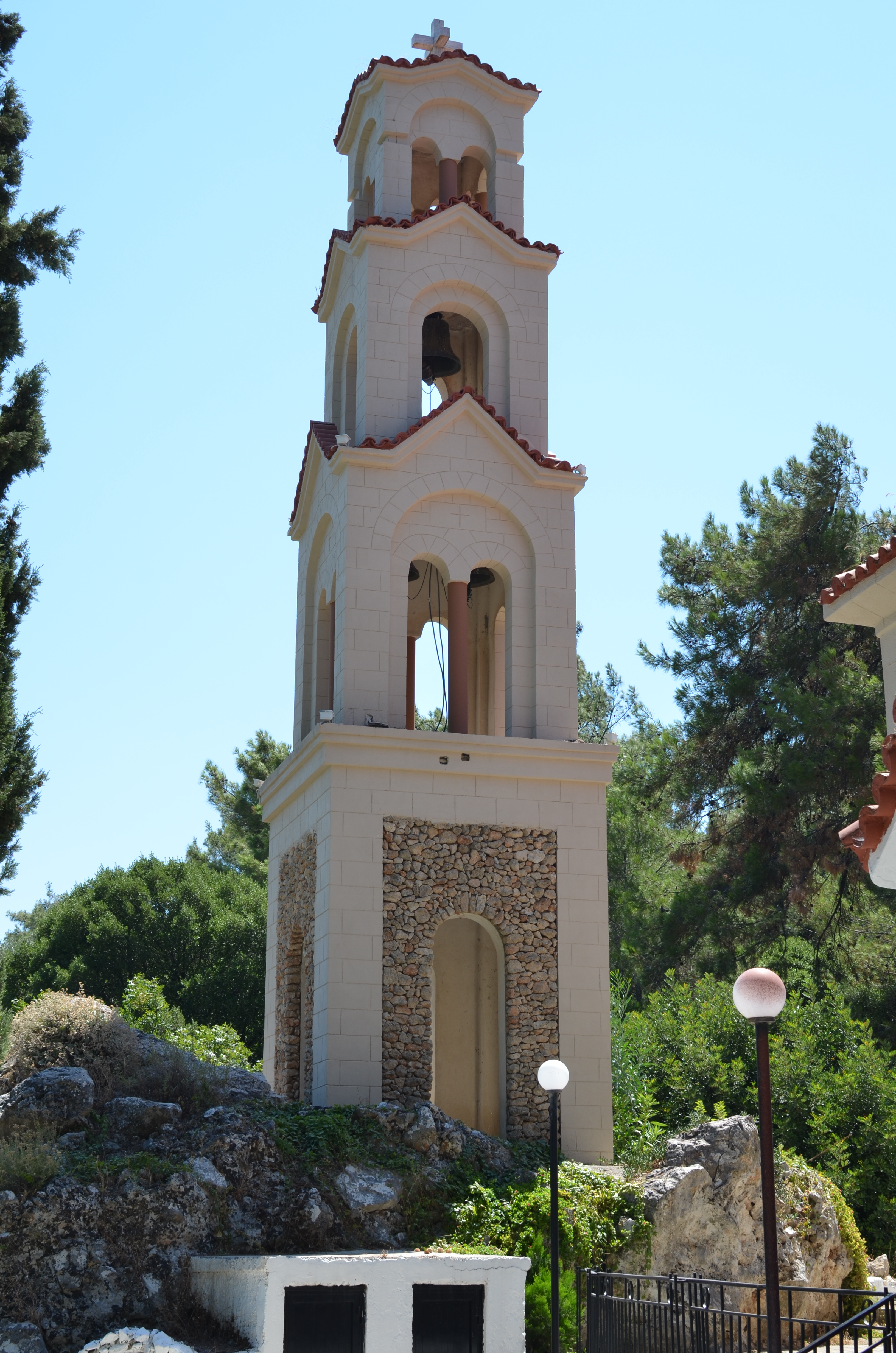
Zvonice kostelíka, pohled od schodů vedoucích k vchodu do transeptu.

Agios Nektarios Kryoneriou (řecky Άγιος Νεκτάριος Κρυονερίου) je řecký pravoslavný klášter a kostel na ostrově Rhodos, jenž se nachází ve vnitrozemí ostrova po cestě z letoviska Kolymbie na úbočí hory Profitis Ilias přibližně pět kilometrů od Sedmi pramenů (Epta Piges) a dva kilometry od vesnice Archipolis v obecní jednotce Afantou, pod kterou spadá. Jedná se o pravoslavný kostel byzantského stylu zasvěcený svatému Nektariovi Eginskému.  První sakrální stavba vznikla na místě dnešního kostela již v roce 1966, na popud manželů Kyriaka Kostomoiriho a jeho ženy Rosemary zde vznikla malá kaple zasvěcená právě svatému Nektariovi, který svými zázračnými schopnostmi vyléčil jejich syna z obrny. Díky nárůstu poutníků, obdivovatelů svatého Nektaria, bylo rozhodnuto v roce 1970 kapli zbourat a místo ní postavit větší chrám. Jednolodní kostel s kopulí a transeptem byl v následně v roce 1974 vysvěcen rhodskou svatou diecézí. Dnes je součástí ženského kláštera a slouží zde dvě jeptišky. V chrámu se nachází několik malých relikvií svatého Nektaria, každý rok se zde v den jeho svátosti – 9. října – konají slavnosti. Kostel je přístupný veřejnosti za volné vstupné.
Pod kostelíkem se ve směru od Sedmi pramenů na pravé straně silnice nachází odpočívadlo, kde je možné při návštěvě zastavit. Odtud je možné vyjít na naučnou stezku o rhodské kvetoucí flóře. Při výjezdu směrem ke vsi Archipoli stojí po levé straně památný strom, starý platan, jehož mohutný kmen je vykotlaný a do přírodního komína lze vstoupit otvorem na boku stromu. Ke klášteru vedou od silnice dvě přístupové cesty. První je příjezdová cesta začínající u platanu, která ústí do nádvoří, které je oproti kostelu mírně snížené. Druhou jsou schody, které začínají asi deset metrů před platanem u taverny kolmo od silnice a přichází k bočnímu vchodu do kostela přes příčnou loď. Při cestě nahoru po schodišti se po levé straně nachází zvoniční věž stojící mimo baziliku.
Do kostela se ovšem vchází vchodem do hlavní lodi naproti presbytáři. Kromě ze dřeva vyřezávaného ikonostu patří mezi výzdobu kostela tři zdobené lustry a malba s postavami svatých na modrém pozadí v klasickém byzantském stylu. V kopci za kostelem se nachází budova samotného kláštera. U kostela rovněž začíná čtyři kilometry dlouhá turistická stezka s převýšením 200 metrů.